# FC Aarau
 (mars 2020).
Si vous disposez d'ouvrages ou d'articles de référence ou si vous connaissez des sites web de qualité traitant du thème abordé ici, merci de compléter l'article en donnant les références utiles à sa vérifiabilité et en les liant à la section « Notes et références ».
Maillots
Actualités
Le Fussball-Club Aarau, abrégé en FC Aarau, est un club de football de la ville d'Aarau, en Suisse. Il évolue en Challenge League. Le club remporte trois titres de champion de Suisse, le dernier en 1992-1993 sous la direction du Zurichois Rolf Fringer. Il soulève également une Coupe de Suisse, en 1984-1985.

## Histoire
Le FC Aarau est fondé le 26 mai 1902, par les travailleurs d'une brasserie locale. Les premiers pas du club en compétition sont couronnés de succès et ils remportent même le Championnat suisse une première fois en 1911-1912 puis une seconde en 1913-1914. Le club passe 25 ans, de 1907 à 1933, dans la plus haute division nationale, puis est relégué au niveau inférieur. Il faut attendre la saison 1980-1981 pour revoir Aarau en D1 suisse après une victoire 3-1 sur Vevey-Sports.

## Palmarès et résultats

### Palmarès
| Compétitions nationales | Compétitions internationales |
| - Championnat de Suisse (3) - Champion : 1912, 1914 et 1993. - Vice-champion : 1985. - Championnat de Suisse D2 (1) - Champion : 2013. - Coupe de Suisse (1) - Vainqueur : 1985. - Finaliste : 1930 et 1989. - Coupe de la Ligue (1) - Vainqueur : 1982. | - Ligue des champions : - 1 participation. - Coupe des Coupes : - 1 participation. - Coupe UEFA : - 3 participations. - Coupe horlogère (1) - Vainqueur : 1995. |

### Parcours en Coupes d'Europe
- Coupe des Coupes de football 1985-1986 :
  - 1er tour : Étoile rouge Belgrade - FC Aarau : 2-0; 2-2
- Coupe UEFA 1988-1989 :
  - 1er tour : FC Aarau - 1. FC Lokomotive Leipzig : 0-3; 0-4
- Ligue des champions 1993-1994 :
  - Tour préliminaire : Omónia Nicosie - FC Aarau : 2-1; 0-2
  - 1er tour : FC Aarau - AC Milan : 0-1; 0-0
- Coupe UEFA 1994-1995 :
  - Tour préliminaire : FC Aarau - NK Mura : 1-0; 1-0
  - 1er tour : FC Aarau - CS Marítimo : 0-0, 0-1
- Coupe UEFA 1996-1997 :
  - Tour préliminaire : FC Aarau - FC Lantana Tallinn : 4-0; 0-2
  - 1er tour : Brøndby IF - FC Aarau : 0-5; 0-2

### Bilan saison par saison
| Saison    | Championnat      | Championnat | Championnat | Championnat | Championnat | Championnat | Championnat | Championnat | Championnat | Championnat | Championnat | Buteur       | Buteur | Coupe de Suisse | Coupes d'Europe | Coupes d'Europe |
| Saison    | Div.             | Pos.        | Pts         | M           | V           | N           | D           | BP          | BC          | Diff.       | Affl.       | Nom          | Buts   | Coupe de Suisse | Compét.         | Tour            |
| --------- | ---------------- | ----------- | ----------- | ----------- | ----------- | ----------- | ----------- | ----------- | ----------- | ----------- | ----------- | ------------ | ------ | --------------- | --------------- | --------------- |
| 2005-2006 | Super League     | 7e          | 35          | 36          | 8           | 11          | 17          | 29          | 63          | -34         | 4 656       | Giallanza    | 10     | 1/4 de f.       | -               | -               |
| 2006-2007 | Super League     | 9e          | 26          | 36          | 6           | 8           | 23          | 28          | 55          | -27         | 5 478       | Antić        | 8      | 1/4 de f.       | -               | -               |
| 2007-2008 | Super League     | 5e          | 47          | 36          | 11          | 14          | 11          | 47          | 48          | -1          | 6 011       | Rogério      | 12     | 1/16e de f.     | -               | -               |
| 2008-2009 | Super League     | 5e          | 44          | 36          | 11          | 11          | 14          | 35          | 41          | -6          | 5 583       | Bengondo     | 8      | 1/16e de f.     | -               | -               |
| 2009-2010 | Super League     | 10e         | 23          | 36          | 6           | 5           | 25          | 32          | 88          | -56         | 5 842       | Stojkov      | 8      | 1/16e de f.     | -               | -               |
| 2010-2011 | Challenge League | 11e         | 36          | 30          | 9           | 9           | 12          | 29          | 51          | -12         | 2 813       | Stojkov      | 11     | 1/16e de f.     | -               | -               |
| 2011-2012 | Challenge League | 2e          | 59          | 30          | 18          | 5           | 7           | 64          | 34          | -30         | 3 193       | Gashi        | 17     | 1/16e de f.     | -               | -               |
| 2012-2013 | Challenge League | 1er         | 78          | 36          | 24          | 6           | 6           | 76          | 40          | +36         | 3 108       | Callà        | 19     | 1/4 de f.       | -               | -               |
| 2013-2014 | Super League     | 9e          | 42          | 36          | 12          | 6           | 18          | 55          | 71          | -16         | 5 413       | Lüscher      | 8      | 1/8e de f.      | -               | -               |
| 2014-2015 | Super League     | 10e         | 30          | 36          | 6           | 12          | 18          | 31          | 64          | -33         | 4 585       | Radice (de)  | 5      | 1/4 de f.       | -               | -               |
| 2015-2016 | Challenge League | 4e          | 50          | 12          | 34          | 14          | 8           | 44          | 39          | +5          | 3 632       | Rossini (it) | 10     | 1/4 de f.       | -               | -               |
| 2016-2017 | Challenge League | 6e          | 44          | 36          | 12          | 8           | 16          | 53          | 62          | -9          | 3 495       | Rossini      | 13     | 1/4 de f.       | -               | -               |
| 2017-2018 | Challenge League | 5e          | 45          | 36          | 13          | 6           | 17          | 57          | 64          | -7          | 2 621       | Rossini      | 12     | 1er t.          | -               | -               |
| 2018-2019 | Challenge League | 2e          | 64          | 36          | 19          | 7           | 10          | 63          | 46          | +17         | 3 306       | Maierhofer   | 11     | 1/16 de f.      | -               | -               |
| 2019-2020 | Challenge League | 8e          | 41          | 36          | 10          | 11          | 15          | 65          | 80          | -15         | 2 457       | Balaj        | 8      | 1/16 de f.      | -               | -               |
| 2020-2021 | Challenge League | 5e          | 58          | 36          | 17          | 7           | 12          | 66          | 59          | -7          | 255         | Stojilković  | 15     | 1/2 f.          | -               | -               |
| 2021-2022 | Challenge League | e           | '           |             |             |             |             |             |             |             |             |              |        | ?               | -               | -               |

## Joueurs et personnalités du club

### Entraîneurs
- 1933 - 1934 : Friedrich Kerr
- 1934 - 1935 : Hammerlindl
- 1934 - 1935 : Josef Stocker
- 1934 - 1935 : Rudolf Kiss
- 1935 - 1936 : Karl Schrenk
- 1936 - 1938 : Béla Volentik
- 1938 - 1939 : Sutter
- 1939 - 1939 : Fritz Heine
- 1939 - 1940 : Friedrich Kerr
- 1940 - 1941 : Fritz Heine
- 1941 - 1942 : Walter Suter
- 1942 - 1943 : Fritz Heine
- 1943 - 1946 : Franz Sobotka
- 1946 - 1948 : Emil Ludwig
- 1948 - 1950 : Richard Longrin
- 1950 - 1951 : H. Schneeberger
- 1950 - 1951 : Urs Weber
- 1950 - 1951 : Werner Schaer
- 1951 - 1953 : Walter Presch
- 1953 - 1953 : Otto Imhof
- 1953 - 1954 : Hermann Czischek
- 1954 - 1955 : Friedrich Kerr
- 1955 - 1956 : Max Isler
- 1956 - 1958 : Armin Scheurer
- 1958 - 1959 : Willy Macho
- 1959 - 01/1960 : Otto Imhof
- 01/1960 - 1962 : Horst Schulz
- 1962 - 1962 : Herbert Schauer
- 1962 - 1965 : Alfred « Coppi » Beck
- 1965 - 1965 : Herbert Schauer
- 1965 - 1967 : Ernst Bürgler
- 1967 - 1970 : Paul Stehrenberger
- 1970 - 1972 : Werner Olk
- 1972 - 1973 : Jiří Sobotka
- 1973 - 12/1975 : Srdjan Cebinac
- 12/1975 - 12/1977 : René Tschui
- 1977 - 1982 : Paul Stehrenberger
- 1982 - 1982 : Paul Stehrenberger et Paul Fischli
- 12/1982 - 07/1984 : Zvezdan Čebinac
- 1984 - 1988 : Ottmar Hitzfeld
- 1988 - 01/1989 : Hubert Kostka
- 01/1989 - 1990 : Wolfgang Frank
- 1990 - 1991 : Roger Wehrli
- 1991 - 1992 : Alfred Strasser
- 1992 - 1995 : Rolf Fringer
- 07/1995 - 09/1998 : Martin Trümpler
- 09/1998 - 03/1999 : Alfred Strasser
- 03/1999 - 05/2000 : Jochen Dries
- 05/2000 - 05/2002 : Rolf Fringer
- 05/2002 - 01/2004 : Alain Geiger
- 01/2004 - 08/2004 : Martin Rueda
- 08/2004 - 12/2005 : André Egli
- 12/2005 - 05/2006 : Alain Geiger
- 05/2006 - 10/2006 : Urs Schönenberger
- 10/2006 – 12/2006 : Ruedi Zahner
- 01/2007 – 05/2007 : Ryszard Komornicki
- 05/2007 - 06/2007 : Gilbert Gress
- 2007 – 2009 : Ryszard Komornicki
- 2009 – 10/2009 : Jeff Saibene
- 10/2009 – 04/2010 : Martin Andermatt
- 04/2010 – 05/2010 : Ranko Jakovljevic
- 05/2010 : Alfred Strasser
- 06/2010 – 04/2011 : Ranko Jakovljevic
- 04/2011 – 05/2014 : René Weiler
- 05/2014 – 03/2015 : Sven Christ
- 03/2015 – 06/2015 : Raimondo Ponte
- 06/2015 – 10/2015 : Livio Bordoli
- 10/2015 – 06/2017 : Marco Schällibaum
- 06/2017 – 03/2018 : Marinko Jurendic
- 03/2018 – 04/2018 : Stephan Keller
- 04/2018 - 07/2020 : Patrick Rahmen (de)
- 07/2020 - 11/2022 : Stephan Keller
- Depuis 11/2022 : Boris Smiljanic

### Joueurs emblématiques
- Otto Fehlmann
- Heinz Hermann
- Wynton Rufer
- Roberto Di Matteo
- Hocine Achiou
- Petar Aleksandrov
- Jens Jørn Bertelsen
- Mario Mutsch
- Fabrice Ehret
- Joël Mall
- Sandro Burki

## Stade

### Stade actuel
Le FC Aarau joue ses matchs à domicile dans le Stade du Brügglifeld, qui a une capacité de 8 000 places. Le stade a été inauguré le 12 octobre 1924 lors d'un match amical contre le FC Zurich. Le stade a subi des changements fondamentaux en 1982 avec la reconstruction de la tribune principale incendiée et dans les années 1990 avec la construction d'une tribune supplémentaire, qui a depuis été supprimée. Après l'ascension de 2013, divers travaux de rénovation sont devenus nécessaires. Ce stade est l'un des plus anciens de Suisse.

### Nouveau stade
En 2005, la construction d'un nouveau stade de football pour le FC Aarau dans la zone industrielle de Torfeld Süd était prévue dans le cadre d'un projet de développement urbain. La MittellandArena, le cœur du MittellandPark, devait compter 12 500 sièges. Le 25 septembre 2005, les électeurs de la ville d'Aarau ont rejeté un prêt pour le nouveau stade avec centre commercial intégré. Malgré ce revers, le FC Aarau AG, sous la direction du chef de département, René Herzog, et la ville ont poursuivi un nouveau projet sur le même site.
Le projet, qui a été redimensionné à 10 000 places assises et qui comprend désormais également la construction d'appartements et d'espaces pour les petites entreprises et les loisirs, a été clairement accepté par le peuple. Lors du référendum du 24 février 2008, la contribution financière de la ville, d'un montant de 17 millions de francs suisses, a été approuvée par 3747 voix pour, contre 1928 voix contre. Un autre obstacle était la nécessaire modification de l'ordonnance sur l'utilisation des bâtiments, qui a également été approuvée par la population. Avec la demande du 4 décembre 2012, la ville d'Aarau a soumis la demande de permis de construire du promoteur HRS Real Estate AG, qui a été révisée trois fois pendant la phase de planification. En juin 2016, le Tribunal fédéral a rejeté la plainte des derniers résidents. Le nouveau stade doit ouvrir en août 2017, mais au plus tard en 2021. 